# یاگنگویتسه
یاگنگویتسه (به لاتین: Jagniewice) یک روستا در لهستان است که در گمینا سکوکی واقع شده‌است. یاگنگویتسه ۱۳۲ نفر جمعیت دارد.